# Anuntijärvi, Lappland
Anuntijärvi är en sjö i Kiruna kommun i Lappland och ingår i Torneälvens huvudavrinningsområde. Sjön har en area på 0,59 kvadratkilometer och ligger 367 meter över havet. Anuntijärvi ligger i Torne och Kalix älvsystem Natura 2000-område. Sjön avvattnas av vattendraget Salvojoki.

## Delavrinningsområde
Anuntijärvi ingår i det delavrinningsområde (759172-175457) som SMHI kallar för Utloppet av Anuntijärvi. Medelhöjden är 390 meter över havet och ytan är 8,5 kvadratkilometer. Det finns inga avrinningsområden uppströms utan avrinningsområdet är högsta punkten. Salvojoki som avvattnar avrinningsområdet har biflödesordning 4, vilket innebär att vattnet flödar genom totalt 4 vattendrag innan det når havet efter 463 kilometer. Avrinningsområdet består mestadels av skog (61 procent) och sankmarker (29 procent). Avrinningsområdet har 0,84 kvadratkilometer vattenytor vilket ger det en sjöprocent på 9,9 procent.